# 蓬萊合位節蜱
蓬萊合位節蜱（学名：Cosella formosana）为節蜱科合位節蜱屬下的一个种。